# Selección de fútbol de Níger

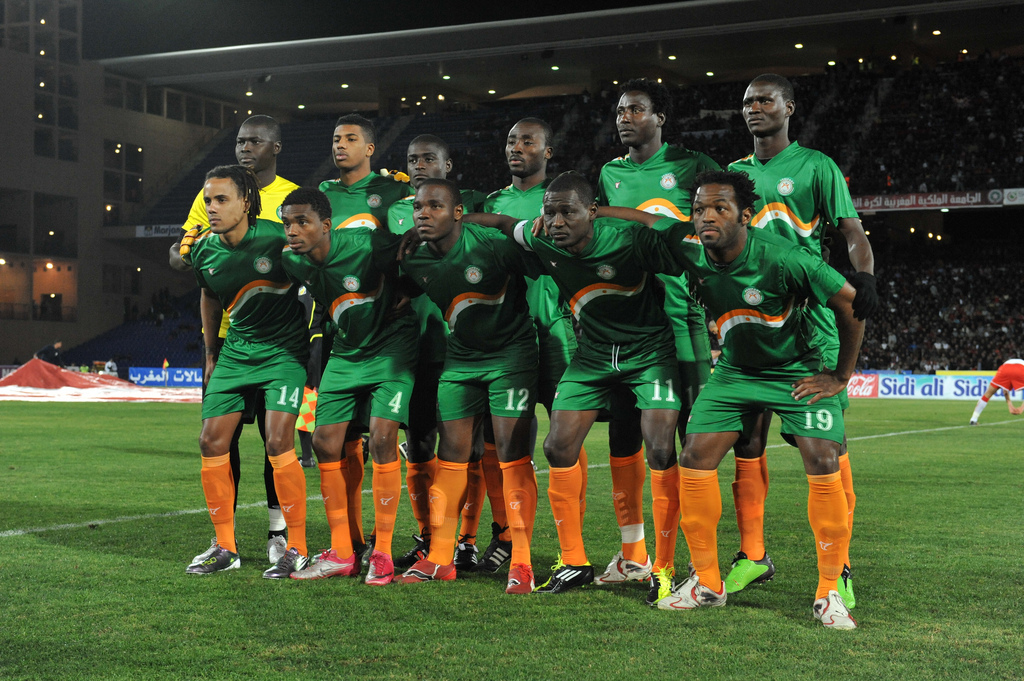
Níger en un partido ante el 9 de febrero del 2011.

La selección de fútbol de Níger es el equipo representativo del país en las competiciones oficiales. Su organización está a cargo de la Federación Nigerina de Fútbol, perteneciente a la CAF y a la FIFA.

## Historia
La selección de fútbol de Níger disputó su primer partido oficial el día 25 de diciembre de 1961 frente a Chad, terminando con un empate 2:2. Níger ha logrado clasificar a la Copa Africana de Naciones en 2 ocasiones, la primera en el 2012.
Debuta el día 23 de enero en la Copa Africana de Naciones 2012 perdiendo por 0:2 frente al conjunto de Gabón. Cuatro días más tarde sufre su segunda derrota en la copa al perder por 1:2 frente a Túnez y por último cae 0:1 a manos de Marruecos.
Níger históricamente ha sufrido problemas financieros, lo que ha causado que se retiren de torneos internacionales en más de una ocasión, como el caso de los problemas de traslado cuando iban a participar en la Copa Africana de Naciones 2010 a celebrarse en Angola, al cual habían clasificado, pero por problemas monetarios abandonaron el torneo.
Su segunda participación en el torneo continental fue en la Copa Africana de Naciones 2013 en Sudáfrica, en la cual perdió ante Malí 0-1, luego consiguieron su primer punto en la Copa Africana de Naciones tras empatar 0-0 ante RD Congo, pero fueron derrotados 0-3 ante Guinea y así quedar eliminados en la fase de grupos otra vez.

## Uniformes anteriores
| Local 2012 | Visita 2012 | Local 2016 | Visita 2016 | Local 2018 | Visita 2018 |

## Estadísticas

### Copa Mundial de Fútbol
| Copa Mundial de Fútbol | Copa Mundial de Fútbol  | Copa Mundial de Fútbol  | Copa Mundial de Fútbol  | Copa Mundial de Fútbol  | Copa Mundial de Fútbol  | Copa Mundial de Fútbol  | Copa Mundial de Fútbol  |
| Año                    | Ronda                   | J                       | G                       | E                       | P                       | GF                      | GC                      |
| ---------------------- | ----------------------- | ----------------------- | ----------------------- | ----------------------- | ----------------------- | ----------------------- | ----------------------- |
| 1930 - 1958            | No existía la selección | No existía la selección | No existía la selección | No existía la selección | No existía la selección | No existía la selección | No existía la selección |
| 1962 - 1974            | No participó            | No participó            | No participó            | No participó            | No participó            | No participó            | No participó            |
| 1978                   | No clasificó            | No clasificó            | No clasificó            | No clasificó            | No clasificó            | No clasificó            | No clasificó            |
| 1982                   | No clasificó            | No clasificó            | No clasificó            | No clasificó            | No clasificó            | No clasificó            | No clasificó            |
| 1986                   | Se retiró               | Se retiró               | Se retiró               | Se retiró               | Se retiró               | Se retiró               | Se retiró               |
| 1990                   | No participó            | No participó            | No participó            | No participó            | No participó            | No participó            | No participó            |
| 1994                   | No clasificó            | No clasificó            | No clasificó            | No clasificó            | No clasificó            | No clasificó            | No clasificó            |
| 1998                   | Se retiró               | Se retiró               | Se retiró               | Se retiró               | Se retiró               | Se retiró               | Se retiró               |
| 2002                   | No participó            | No participó            | No participó            | No participó            | No participó            | No participó            | No participó            |
| 2006                   | No clasificó            | No clasificó            | No clasificó            | No clasificó            | No clasificó            | No clasificó            | No clasificó            |
| 2010                   | No clasificó            | No clasificó            | No clasificó            | No clasificó            | No clasificó            | No clasificó            | No clasificó            |
| 2014                   | No clasificó            | No clasificó            | No clasificó            | No clasificó            | No clasificó            | No clasificó            | No clasificó            |
| 2018                   | No clasificó            | No clasificó            | No clasificó            | No clasificó            | No clasificó            | No clasificó            | No clasificó            |
| 2022                   | No clasificó            | No clasificó            | No clasificó            | No clasificó            | No clasificó            | No clasificó            | No clasificó            |
| 2026                   | Por disputarse          | Por disputarse          | Por disputarse          | Por disputarse          | Por disputarse          | Por disputarse          | Por disputarse          |
| 2030                   | Por disputarse          | Por disputarse          | Por disputarse          | Por disputarse          | Por disputarse          | Por disputarse          | Por disputarse          |
| 2034                   | Por disputarse          | Por disputarse          | Por disputarse          | Por disputarse          | Por disputarse          | Por disputarse          | Por disputarse          |
| Total                  | 0/22                    | -                       | -                       | -                       | -                       | -                       | -                       |

### Copa Africana de Naciones
| Copa Africana de Naciones | Copa Africana de Naciones | Copa Africana de Naciones | Copa Africana de Naciones | Copa Africana de Naciones | Copa Africana de Naciones | Copa Africana de Naciones | Copa Africana de Naciones |
| Año                       | Ronda                     | J                         | G                         | E                         | P                         | GF                        | GC                        |
| ------------------------- | ------------------------- | ------------------------- | ------------------------- | ------------------------- | ------------------------- | ------------------------- | ------------------------- |
| 1957                      | No existía la selección   | No existía la selección   | No existía la selección   | No existía la selección   | No existía la selección   | No existía la selección   | No existía la selección   |
| 1959                      | No existía la selección   | No existía la selección   | No existía la selección   | No existía la selección   | No existía la selección   | No existía la selección   | No existía la selección   |
| 1962                      | No participó              | No participó              | No participó              | No participó              | No participó              | No participó              | No participó              |
| 1963                      | No participó              | No participó              | No participó              | No participó              | No participó              | No participó              | No participó              |
| 1965                      | No participó              | No participó              | No participó              | No participó              | No participó              | No participó              | No participó              |
| 1968                      | No participó              | No participó              | No participó              | No participó              | No participó              | No participó              | No participó              |
| 1970                      | No clasificó              | No clasificó              | No clasificó              | No clasificó              | No clasificó              | No clasificó              | No clasificó              |
| 1972                      | No clasificó              | No clasificó              | No clasificó              | No clasificó              | No clasificó              | No clasificó              | No clasificó              |
| 1974                      | Se retiró                 | Se retiró                 | Se retiró                 | Se retiró                 | Se retiró                 | Se retiró                 | Se retiró                 |
| 1976                      | No clasificó              | No clasificó              | No clasificó              | No clasificó              | No clasificó              | No clasificó              | No clasificó              |
| 1978                      | Se retiró                 | Se retiró                 | Se retiró                 | Se retiró                 | Se retiró                 | Se retiró                 | Se retiró                 |
| 1980                      | Se retiró                 | Se retiró                 | Se retiró                 | Se retiró                 | Se retiró                 | Se retiró                 | Se retiró                 |
| 1982                      | No participó              | No participó              | No participó              | No participó              | No participó              | No participó              | No participó              |
| 1984                      | No clasificó              | No clasificó              | No clasificó              | No clasificó              | No clasificó              | No clasificó              | No clasificó              |
| 1986                      | No participó              | No participó              | No participó              | No participó              | No participó              | No participó              | No participó              |
| 1988                      | No participó              | No participó              | No participó              | No participó              | No participó              | No participó              | No participó              |
| 1990                      | No participó              | No participó              | No participó              | No participó              | No participó              | No participó              | No participó              |
| 1992                      | No clasificó              | No clasificó              | No clasificó              | No clasificó              | No clasificó              | No clasificó              | No clasificó              |
| 1994                      | No clasificó              | No clasificó              | No clasificó              | No clasificó              | No clasificó              | No clasificó              | No clasificó              |
| 1996                      | Se retiró                 | Se retiró                 | Se retiró                 | Se retiró                 | Se retiró                 | Se retiró                 | Se retiró                 |
| 1998                      | Descalificado             | Descalificado             | Descalificado             | Descalificado             | Descalificado             | Descalificado             | Descalificado             |
| 2000                      | No clasificó              | No clasificó              | No clasificó              | No clasificó              | No clasificó              | No clasificó              | No clasificó              |
| 2002                      | No clasificó              | No clasificó              | No clasificó              | No clasificó              | No clasificó              | No clasificó              | No clasificó              |
| 2004                      | No clasificó              | No clasificó              | No clasificó              | No clasificó              | No clasificó              | No clasificó              | No clasificó              |
| 2006                      | No clasificó              | No clasificó              | No clasificó              | No clasificó              | No clasificó              | No clasificó              | No clasificó              |
| 2008                      | No clasificó              | No clasificó              | No clasificó              | No clasificó              | No clasificó              | No clasificó              | No clasificó              |
| 2010                      | No clasificó              | No clasificó              | No clasificó              | No clasificó              | No clasificó              | No clasificó              | No clasificó              |
| 2012                      | Fase de grupos            | 3                         | 0                         | 0                         | 3                         | 1                         | 5                         |
| 2013                      | Fase de grupos            | 3                         | 0                         | 1                         | 2                         | 0                         | 4                         |
| 2015                      | No clasificó              | No clasificó              | No clasificó              | No clasificó              | No clasificó              | No clasificó              | No clasificó              |
| 2017                      | No clasificó              | No clasificó              | No clasificó              | No clasificó              | No clasificó              | No clasificó              | No clasificó              |
| 2019                      | No clasificó              | No clasificó              | No clasificó              | No clasificó              | No clasificó              | No clasificó              | No clasificó              |
| 2021                      | No clasificó              | No clasificó              | No clasificó              | No clasificó              | No clasificó              | No clasificó              | No clasificó              |
| 2023                      | No clasificó              | No clasificó              | No clasificó              | No clasificó              | No clasificó              | No clasificó              | No clasificó              |
| 2025                      | No clasificó              | No clasificó              | No clasificó              | No clasificó              | No clasificó              | No clasificó              | No clasificó              |
| 2027                      | Por definir               | Por definir               | Por definir               | Por definir               | Por definir               | Por definir               | Por definir               |
| Total                     | 2/35                      | 6                         | 0                         | 1                         | 5                         | 1                         | 9                         |

## Selección local

### Campeonato Africano de Naciones
| Campeonato Africano de Naciones | Campeonato Africano de Naciones | Campeonato Africano de Naciones | Campeonato Africano de Naciones | Campeonato Africano de Naciones | Campeonato Africano de Naciones | Campeonato Africano de Naciones | Campeonato Africano de Naciones |
| Año                             | Ronda                           | J                               | G                               | E                               | P                               | GF                              | GC                              |
| ------------------------------- | ------------------------------- | ------------------------------- | ------------------------------- | ------------------------------- | ------------------------------- | ------------------------------- | ------------------------------- |
| 2009                            | No clasificó                    | No clasificó                    | No clasificó                    | No clasificó                    | No clasificó                    | No clasificó                    | No clasificó                    |
| 2011                            | Fase de grupos                  | 4                               | 2                               | 1                               | 1                               | 3                               | 3                               |
| 2014                            | No clasificó                    | No clasificó                    | No clasificó                    | No clasificó                    | No clasificó                    | No clasificó                    | No clasificó                    |
| 2016                            | Fase de grupos                  | 3                               | 0                               | 1                               | 2                               | 3                               | 11                              |
| 2018                            | No clasificó                    | No clasificó                    | No clasificó                    | No clasificó                    | No clasificó                    | No clasificó                    | No clasificó                    |
| 2021                            | Fase de grupos                  | 3                               | 0                               | 2                               | 1                               | 2                               | 3                               |
| 2023                            | Cuarto lugar                    | 4                               | 2                               | 1                               | 1                               | 3                               | 5                               |
| Total                           | 4/7                             | 14                              | 4                               | 5                               | 5                               | 11                              | 22                              |

## Últimos partidos y próximos encuentros
Actualizado al último partido jugado el 15 de agosto de 2025
| Fecha      | Ciudad     | Local               | Resultado | Visitante | Competición                            |
| ---------- | ---------- | ------------------- | --------- | --------- | -------------------------------------- |
| 18-11-2024 | Acra       | Ghana               | 1:2       | Níger     | Clas. Copa Africana de Naciones 2025   |
| 22-12-2024 | Lomé       | Togo                | 1:1       | Níger     | Clasificación Campeonato Africano 2025 |
| 27-12-2024 | Bamako     | Níger               | 0:0       | Togo      | Clasificación Campeonato Africano 2025 |
| 21-03-2025 | Uchda      | Marruecos           | 2:1       | Níger     | Clasificación Copa Mundial 2026        |
| 25-03-2025 | Casablanca | Níger               | 6:0       | Bonaire   | Partido amistoso                       |
| 20-05-2025 | Mascate    | Omán                | 4:1       | Níger     | Partido amistoso                       |
| 26-05-2025 | Asmara     | Eritrea             | 0:0       | Níger     | Partido amistoso                       |
| 28-05-2025 | Niamey     | Níger               | 1:0       | Eritrea   | Partido amistoso                       |
| 06-06-2025 | Casablanca | Níger               | 4:3       | Gabón     | Partido amistoso                       |
| 10-06-2025 | Casablanca | Níger               | 1:1       | Zimbabue  | Partido amistoso                       |
| 24-07-2025 | Douala     | Rep. Centroafricana | 0:0       | Níger     | Partido amistoso                       |
| 04-08-2025 | Kampala    | Níger               | 0:1       | Guinea    | Campeonato Africano 2025               |
| 11-08-2025 | Kampala    | Uganda              | 2:0       | Níger     | Campeonato Africano 2025               |
| 15-08-2025 | Kampala    | Níger               | 0:0       | Sudáfrica | Campeonato Africano 2025               |
| 18-08-2025 | Nairobi    | Argelia             | -:-       | Níger     | Campeonato Africano 2025               |

## Récord ante Selecciones Nacionales
Actualizado al 15 de agosto de 2025.
| Rival                           | J   | G  | E  | P   | GF  | GC  | GD   |
| ------------------------------- | --- | -- | -- | --- | --- | --- | ---- |
| Angola                          | 4   | 0  | 0  | 4   | 2   | 8   | −6   |
| Argelia                         | 10  | 1  | 0  | 9   | 3   | 32  | -29  |
| Benín                           | 13  | 3  | 5  | 5   | 16  | 20  | -4   |
| Bonaire                         | 1   | 1  | 0  | 0   | 6   | 0   | +6   |
| Botsuana                        | 3   | 2  | 1  | 0   | 4   | 2   | +2   |
| Burkina Faso                    | 18  | 3  | 8  | 7   | 18  | 27  | -9   |
| Burundi                         | 2   | 1  | 0  | 1   | 3   | 3   | 0    |
| Cabo Verde                      | 2   | 0  | 0  | 2   | 2   | 6   | −4   |
| Camerún                         | 7   | 1  | 2  | 4   | 3   | 10  | -7   |
| Chad                            | 1   | 0  | 1  | 0   | 1   | 1   | 0    |
| Congo                           | 8   | 1  | 3  | 4   | 7   | 12  | -5   |
| Costa de Marfil                 | 18  | 2  | 2  | 14  | 13  | 35  | -22  |
| Egipto                          | 6   | 1  | 1  | 4   | 2   | 14  | -12  |
| Eritrea                         | 2   | 1  | 1  | 0   | 1   | 0   | +1   |
| Etiopía                         | 5   | 2  | 0  | 3   | 4   | 7   | -3   |
| Gabón                           | 8   | 3  | 0  | 5   | 11  | 17  | −6   |
| Gambia                          | 2   | 0  | 1  | 2   | 1   | 3   | −2   |
| Ghana                           | 14  | 2  | 2  | 10  | 9   | 40  | -31  |
| Guinea                          | 10  | 3  | 1  | 6   | 11  | 16  | -5   |
| Guinea Ecuatorial               | 1   | 0  | 1  | 0   | 1   | 1   | 0    |
| Lesoto                          | 2   | 1  | 0  | 1   | 3   | 3   | 0    |
| Liberia                         | 8   | 3  | 2  | 3   | 7   | 10  | -3   |
| Libia                           | 8   | 0  | 5  | 3   | 6   | 13  | −7   |
| Madagascar                      | 3   | 0  | 1  | 2   | 2   | 7   | −5   |
| Malí                            | 8   | 1  | 2  | 5   | 4   | 10  | −6   |
| Marruecos                       | 8   | 1  | 0  | 7   | 3   | 18  | -15  |
| Mauritania                      | 7   | 4  | 2  | 1   | 12  | 4   | +8   |
| Mozambique                      | 3   | 0  | 3  | 0   | 3   | 3   | 0    |
| Namibia                         | 3   | 2  | 0  | 1   | 3   | 2   | +1   |
| Nigeria                         | 6   | 0  | 0  | 6   | 2   | 16  | -14  |
| Omán                            | 1   | 0  | 0  | 1   | 1   | 4   | -3   |
| República Centroafricana        | 2   | 0  | 1  | 1   | 0   | 2   | -2   |
| República Democrática del Congo | 2   | 0  | 1  | 1   | 1   | 2   | -1   |
| Senegal                         | 9   | 1  | 1  | 7   | 5   | 14  | -9   |
| Sierra Leona                    | 6   | 3  | 0  | 3   | 11  | 15  | -4   |
| Somalia                         | 5   | 3  | 2  | 0   | 10  | 1   | +9   |
| Suazilandia                     | 2   | 1  | 1  | 0   | 2   | 1   | +1   |
| Sudáfrica                       | 3   | 1  | 1  | 1   | 2   | 3   | -1   |
| Sudán                           | 5   | 2  | 0  | 3   | 7   | 7   | 0    |
| Tanzania                        | 3   | 0  | 1  | 2   | 1   | 3   | -2   |
| Togo                            | 17  | 4  | 6  | 7   | 21  | 23  | -2   |
| Túnez                           | 5   | 0  | 0  | 5   | 4   | 14  | -10  |
| Ucrania                         | 1   | 0  | 0  | 1   | 1   | 2   | -1   |
| Uganda                          | 9   | 3  | 2  | 4   | 9   | 11  | -2   |
| Yibuti                          | 2   | 2  | 0  | 0   | 11  | 4   | +7   |
| Zambia                          | 3   | 1  | 1  | 1   | 2   | 4   | -2   |
| Zimbabue                        | 1   | 0  | 1  | 0   | 1   | 1   | 0    |
| Total                           | 266 | 60 | 62 | 144 | 250 | 446 | -196 |

## Jugadores

### Última convocatoria
| No. | Pos. | Jugador                     | Fecha de nacimiento (edad)        | Apa. | Goles | Club                |
| --- | ---- | --------------------------- | --------------------------------- | ---- | ----- | ------------------- |
|     | POR  | Kassaly Daouda              | 19 de agosto de 1983 (41 años)    | 88   | 0     | Katsina United      |
|     | POR  | Naim Van Attenhoven         | 31 de enero de 2001 (24 años)     | 3    | 0     | Anderlecht          |
|     | POR  | Oumarou Issaka              | 2 de diciembre de 1990 (34 años)  | 0    | 0     | AS FAN              |
|     |      |                             |                                   |      |       |                     |
|     | DEF  | Abdoul Garba                | 23 de diciembre de 1991 (33 años) | 21   | 0     | AS Douanes          |
|     | DEF  | Yac Diori                   | 9 de agosto de 1997 (28 años)     | 10   | 0     | Algeciras CF        |
|     | DEF  | Djibrilla Mossi             | 3 de febrero de 2002 (23 años)    | 4    | 0     | Fremad Amager       |
|     | DEF  | Hervé Lybohy                | 24 de julio de 1984 (41 años)     | 10   | 0     | Èvian               |
|     | DEF  | Zakariya Souleymane         | 29 de diciembre de 1999 (25 años) | 2    | 0     | Lorient             |
|     | DEF  | Abdoul Razak Seyni          | 1 de enero de 1990 (35 años)      | 17   | 1     | AS SONIDEP          |
|     | DEF  | Abdoulaye Boureima Katakoré | 23 de marzo de 1990 (35 años)     | 34   | 0     | AS FAN              |
|     | DEF  | Youssouf Oumarou            | 2 de febrero de 1993 (32 años)    | 45   | 4     | San Pédro           |
|     |      |                             |                                   |      |       |                     |
|     | MED  | Ali Mohamed                 | 10 de julio de 1995 (30 años)     | 39   | 0     | Maccabi Haifa       |
|     | MED  | Mohamed Wonkoye             | 19 de mayo de 1996 (29 años)      | 38   | 5     | Horoya              |
|     | MED  | Ousmane Diabaté             | 7 de septiembre de 1994 (30 años) | 24   | 0     | Al-Minaa            |
|     | MED  | Abdoul Madjid Moumouni      | 5 de octubre de 1994              | 18   | 0     | Al-Shorta           |
|     | MED  | Yussif Moussa               | 9 de abril de 1998 (27 años)      | 15   | 1     | Bnei Yehuda         |
|     | MED  | Abdoul Darankoum            | 8 de julio de 2002 (23 años)      | 8    | 0     | Sheriff Tiraspol    |
|     | MED  | Amadou Sabo                 | 30 de mayo de 2000 (25 años)      | 8    | 1     | Club Africain       |
|     | MED  | Boubacar Talatou            | 12 de marzo de 1987 (38 años)     | 24   | 0     | Djoliba AC          |
|     | MED  | Issah Salou                 | 2 de abril de 1999 (26 años)      | 3    | 0     | Randers             |
|     | MED  | Fabrice Yao                 | 29 de diciembre de 1995 (29 años) | 1    | 0     | Mondorf-les-Bains   |
|     |      |                             |                                   |      |       |                     |
|     | DEL  | Amadou Moutari              | 19 de enero de 1994 (31 años)     | 43   | 2     | Al-Fayha            |
|     | DEL  | Victorien Adebayor          | 11 de diciembre de 1996 (28 años) | 41   | 15    | ENPPI               |
|     | DEL  | Moussa Maâzou               | 25 de agosto de 1988              | 54   | 13    | Jeunesse Esch       |
|     | DEL  | Issa Djibrilla              | 1 de enero de 1998 (27 años)      | 14   | 4     | Ankara Keçiörengücü |
|     | DEL  | Zakari Junior Lambo         | 19 de enero del 199 (1826 años)   | 7    | 1     | Royal Knokke        |
|     | DEL  | Daniel Sosah                | 9 de febrero de 1998              | 4    | 2     | Isloch              |
|     | DEL  | Kairou Amoustapha           | 1 de enero de 2001 (24 años)      | 1    | 0     | Cancún              |
|     | DEL  | Issah Salou                 | 2 de abril de 1999 (26 años)      | 3    | 0     | Randers             |

## Entrenadores
- Heinz-Peter Überjahn (1981–1986)[6]
- Soumaila Tiemogo (1992)[7]
- Soumaila Tiemogo (1998)[8]
- Amadou Touré (1998)[8]
- Patrice Neveu (1999–2000)[9]
- Jean-Yves Chay (2000)[10]
- Yeo Martial (2002–2003)[11]
- Bana Tchanile (2006–2007)[12][13]
- Hamey Amadou (2007–2008)[14]
- Dan Anghelescu (2008)[15]
- Frederic Costa (2008–2009)[15]
- Harouna Doula Gabde (2009–2012)[16]
- Rolland Courbis (2012)[17][18]
- Gernot Rohr (2012–2014)[19][20]
- Cheick Omar Diabate (2014–2015)[20]
- François Zahoui (2015–2019)[21][22]
- Jean-Guy Wallemme (2019–2020)[23]
- Jean-Michel Cavalli (2020–2023)[24]
- Zakaria Yaou Ibrahim (interino- 2023)
- Ezaki Badou (2023- presente)